# Неоготический дом с башенками
Неоготический дом с башенками — доходный дом в стиле неоготики, расположенный на бульваре Тараса Шевченко, 31 в Киеве. Образец использования характерных для начала ХХ столетия форм историзма в оформлении типичной жилой постройки. По решению исполнительного комитета Киевского горсовета народных депутатов № 49 от 21 января 1986 года дом поставлен на учёт памятников архитектуры.

## История
Общий интерес формами готики в Киеве вызвала архитектура новой Киевской крепости (1831—1861). В XIX веке появляются особняк Ивана Терещенко (1874—1875), дом аптекаря Фроммета (1873—1882). К готике снова обратились в эпоху восхищения историческими стилями на рубеже XIX—XX веков, когда в Киеве построили изысканный образец неоготики архитектора Владислава Городецкого — костел святого Николая (1899). В это же время возводят целый ряд доходных домов с неоготическими элементами в отделке фасадов: Замок Ричарда на Андреевском спуске, 15 (1902); Дом с котами на Гоголевской, 23 (1909); дом Икскюль-Гильденбанда на улице Левашовской, 19 (1901) и другие.
Неоготический дом с башенками возвели в 1903 году, вероятно, по проекту архитектора Мартина Клуга.
В начале XX века в доме жил Елисей Трегубов украинский культурный, общественный деятель, историк, этнограф, сотрудник журнала «Киевская старина», член Старой общины и комиссии по составлению словаря украинского языка Украинской академии наук. Преподавал в Коллегии Павла Галагана, а на время проживания — в Фундуклеевской женской гимназии.
4−12 апреля 1909 года в квартире Елисея Трегубова останавливался писатель Иван Франко (1856—1916). Франко был женат на Ольге Хоружинской, сестре жены Трегубова. Во время приезда писатель побывал на поставленном по его произведению спектакле «Украденное счастье» в театре Николая Садовского. Посетил Украинский клуб, Украинское научное общество, редакции «Литературно-научного вестника» на Владимирской улице, 28 и газеты «Совет» на улице Ярославов Вал, 6. Посетил украинского композитора Николая Лысенко на Мариинско-Благовещенской улице (ныне улица Саксаганского, 95-б) й Елену Пчилку на улице Саксаганского, 97.

## Архитектура
Дом оформлен в стиле неоготики. Здание — пятиэтажное, в центре — шестиэтажное, кирпичное, штукатуренное, параллелепипед в плане. Имеет односекционное, двустороннее планирование. Парадный вход и лестничная клетка размещены на центральной оси. Справа — арочный проезд во двор.
Центральная часть лицевого фасада акцентирована стрельчатым порталом главного входа. Лестничная клеть подчеркнута вертикалями сдвоенных оконных проемов и фланкирована трехчетвертными колоннами высотой в два этажа. Сверху — аттик с треугольным фронтоном, который украшают две цилиндрические башенки со шпилями.
Стрельчатые ниши у трех центральных пряслах над окнами четвёртого этажа украшены лепным орнаментом, что придает декоративному убранству особую изысканность.

## Современность
Здание используется как жилой дом с торговыми помещениями на первом этаже. В доме 16 квартир. Общая площадь квартир 1170,01 м². Фундамент ленточный.
Фасад дома искажен застекленными балконами. Первоначальный вид также искажен также достроенным этажом.